# Bernice Bing
Bernice Bing (Chinatown, 10 de abril de 1936-Philo, agosto de 1998) fue una artista lesbiana estadounidense de origen chino que participó en la escena artística del área de la Bahía de San Francisco en la década de 1960. Era conocida por su interés en la Generación beat y el budismo Zen, y por la "abstracción inspirada por la caligrafía" en sus pinturas, que adoptó después de estudiar con Saburo Hasegawa.

## Biografía
Nació en el barrio chino de San Francisco, California y, cuando era pequeña, le pusieron el apodo de "Bingo". Su padre era un inmigrante del sur de China, pero su madre nació en Estados Unidos. Cuando tenía seis años, su madre murió por una enfermedad del corazón, dejando a Bing poco expuesta a su herencia tradicional china. Fue criada en numerosos hogares de acogida caucásicos con su hermana, y vivió durante algún tiempo en Ming Quong Home, un hogar para niñas en el barrio chino de Oakland. También pasó temporadas en Oakland con su abuela, cuyos elogios fomentaron el interés de Bing en el arte. Era una niña rebelde a la que no le fue bien académicamente, comenzó a dibujar, lo que la ayudó a mantenerse conectada.
Participó en actividades artísticas durante su estancia en la escuela secundaria, y ganó varios concursos de arte locales y regionales. Después de graduarse de la Escuela Secundaria Técnica de Oakland en 1955, recibió el Premio Escolar Nacional al Colegio de Artes y Oficios de California (CCAC, por sus siglas en inglés), inicialmente como publicista y luego como pintora. Durante su estancia, Bing recibió instrucciones de Nathan Oliveira (1928-2010), Richard Diebenkorn (1922-1993) y Saburo Hasegawa (1906-1957), quienes tuvieron una gran influencia sobre Bing. Hasegawa, pintor de origen japonés, dio a conocer a Bing el budismo zen, los filósofos chinos, entre ellos Lao Tzu y Po Chu-i, y la caligrafía tradicional. Su encuentro con Hasegawa también la incitó a pensar en su identidad como mujer asiática.
En 1958, después de un semestre en CCAC, Bing se trasladó a la Escuela de Bellas Artes de California (ahora conocida como el Instituto de Arte de San Francisco). Allí, estudió con Elmer Bischoff y Frank Lobdell y, finalmente, obtuvo su titulación en Bellas Artes con honores en 1959 seguido de un Máster en Bellas Artes en 1961. Para mantenerse durante su etapa de estudiante, Bing también tenía un estudio en North Beach encima de la Old Spaghetti Factory, un lugar famoso por reunirse en él artistas.
A finales de la década de 1950 y principios de la década de 1960, la escena artística del Área de la Bahía se había animado mucho y Bing estaba cerca de muchos de esos artistas. Su círculo más amplio de amigos, muchos de los cuales eran destacados pintores abstractos del Área de la Bahía, incluía a Joan Brown, Wally Hedrick, Jay DeFeo, Bruce Conne y Fred Martin.

## Trayectoria
Después de la universidad, Bing participó activamente en la escena artística del Área de la Bahía de San Francisco.
En 1960, mientras acompañaba a Joan Brown a Nueva York para la exposición individual de esta última en la Staempfli Gallery, conoció a Marcel Duchamp, una experiencia extraordinaria para ella.
En 1961, la Batman Gallery de San Francisco, un espacio alternativo beat, con todas las paredes negras y ubicado en 2222 Fillmore (llamado así por el poeta Michael McClure y el pintor Bruce Conner ), montó su exposición individual Paintings & Drawings de Bernice Bing, que obtuvo elogios de críticos como Alfred Frankenstein del San Francisco Chronicle. También expuso obras de gran formato, entre las que destaca su cuadro Las Meninas (1960) basado en la escena cortesana barroca de Diego Velázquez, también titulada Las meninas (1656).
James Monte revisó de forma crítica sus espectáculos en el Artforum durante los años 1963 y 1964. Se mudó a Mayacamas Vineyards, Napa Valley en 1963 donde vivió durante tres años, pero regresó a Berkeley y para su exposición conjunta en la Galería Berkeley.
En 1967, participó en el primer programa residencial del Instituto Esalen, en Big Sur, sobre New Age Psychology and Philosophy donde continuó su interés en el simbolismo de Carl Gustav Jung, se encontró con Joseph Campbell y Alan Watts, y leyó El tao de la física de Fritjof Capra. Entre 1984 y 1985, Bing viajó a Corea, Japón y China, estudiando pintura china tradicional en la Academia de Arte de Zhejiang, Haungzhou.
Además de artista, Bing también fue activista y trabajó gestionando actividades artísticas. Participó en muchos programas y organizaciones, como el programa National Endowment for the Arts Expansion (1968), Neighborhood Arts Program (1969-1971) y el San Francisco Art Festival en el Centro Cívico de San Francisco (a principios de los años 70). En 1977, Bing creó un taller de arte con los Baby Wah Chings, una banda del Barrio Chino, después de la Masacre del Dragón Dorado en San Francisco.
Bing también fue la primera directora ejecutiva del Centro Cultural South of Market (ahora conocido como SOMArts) de 1980 a 1984, ampliando la programación durante su estancia allí. Su trabajo en la comunidad fue reconocido con premios en 1983 y 1984.

## Viaje a China
Bing visitó China desde 1984-1985. Allí, dio conferencias a estudiantes de arte sobre expresionismo abstracto. Bing pasó seis semanas estudiando caligrafía china con Wang Dong Ling y pintura paisajística china con el profesor Yang.

## Carrera posterior
En 1989, la carrera de Bing se revitalizó después de conocer a Moira Roth, profesora de historia del arte en el Mills College, quien sugirió a Bing que se uniera a la Asociación de Artistas Asiático-Americanas y Asiáticas (AAWAA, por sus siglas en inglés). La participación de Bing en la AAWAA la ayudó a combinar su interés con su identidad en su arte.
Bing fue seleccionada por el National Women Caucus for the Arts Visual Arts Honor Award en 1996, en asociación con una exposición colectiva en el Rose Museum, de la Universidad Brandeis en Massachusetts.
Bing murió en Philo, California en 1998 de cáncer.

## Influencias
En el puente artístico que Bing tendió entre Oriente y Occidente, su temprano contacto con la filosofía existencial la llevó a la búsqueda de la abstracción, combinada con una amplia gama de influencias artísticas, literarias, cinematográficas y musicales características de la posguerra: de Willem de Kooning, Franz Kline y Robert Motherwell, Albert Camus y Simone de Beauvoir, a Ingmar Bergman y Federico Fellini . Como muchos abstraccionistas de la posguerra, reconoció la importancia del budismo zen y siguió al autor Daisetsu Teitaro Suzuki, una autoridad occidental en el Zen. En sus últimos años, se dedicó a la práctica del budismo de Nichiren, una rama del budismo basada en las enseñanzas del monje japonés del siglo XIII Nichiren (1222-1282).
Su obra Mayacamas, No. 6, 12 de marzo de 1963 (1963) se encuentra en el Museo de Bellas Artes de San Francisco . Fue inspirado por las montañas Mayacamas del norte de California. Al Museo de Arte Crocker de Sacramento, California, Bing le prometió un regalo prometido, un gran óleo sobre lienzo titulado, Familia Velázquez (1961) .
En 2013, una película documental, "El mundo de Bernice Bing", fue coproducida por la Asociación Asiático-americana de Mujeres Artistas y el Queer Women of Color Media Arts Project  ; producida y dirigida por Madeleine Lim ; y coproducido por Jennifer Banta Yoshida y T. Kebo Drew.

## Premios y reconocimientos
- 1990 - Premio del Asian Heritage Council[1]
- 1996 - Premio Lifetime Achievement Award del National Women's Caucus for Art (primera mujer asiático-americana en recibir el premio).[1]